# Medicago sativa
Medicago sativa L., conhecida pelos nomes comuns de luzerna e alfafa, é uma leguminosa perene, pertencente à família Fabaceae e subfamília Faboideae, amplamente utilizada como alimento para ruminantes em regiões de clima temperado e seco. O nome alfafa significa em árabe "O melhor alimento".

## História
A alfafa parece ter se originado no centro-sul da Ásia,e foi cultivada pela primeira vez na Pérsia. Foi introduzido na Grécia por volta de 490 a.C. quando  persas invadiram, como forragem para gado e cavalos do exército, e de lá foi introduzido na Itália no século I.

## Ecologia

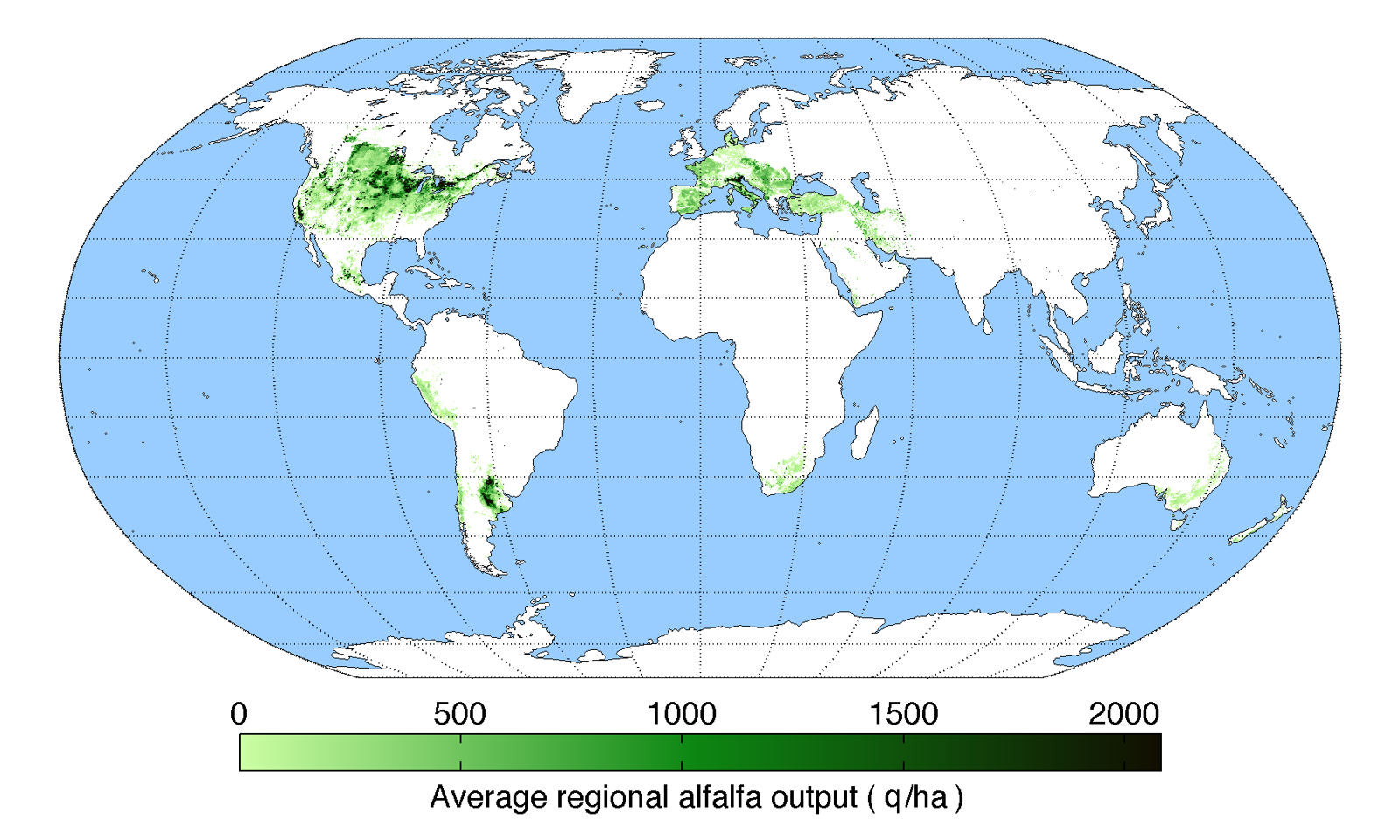
Produção mundial de alfafa

Alfafa é uma leguminosa de folhagem perene que normalmente vive quatro a oito anos, mas podem viver mais de 20 anos, dependendo da variedade e clima. A planta cresce a uma altura de até 1 m (3 pés), e possui um sistema radicular profundo, por vezes mais do que o alongamento de 15m (49 pés). Isto a torna muito resistente, especialmente às secas.  Possui genoma tetraplóide.
A alfafa é muito nutritiva, apresentando importantes qualidades como forrageira: proteína bruta = 22 a 25%, cálcio = 1,6%, fósforo = 0,26% e NDT = 60%, níveis muito superiores aos de outras fontes de alimentos habitualmente utilizados (milho, cana-de-açúcar e capim-elefante), isso se deve ao fato de abrigar bactérias simbióticas (rizóbios) nódulos que fixam nitrogênio do ar no solo.
Esta planta apresenta autotoxicidade, o que significa que é difícil para sementes de alfafa crescerem em locais onde a alfafa já existe. Portanto, é recomendado que os campos de alfafa sofram a rotação de culturas com outras espécies (por exemplo, milho ou trigo) antes da ressementeira.

## Produção mundial

### Produção no Brasil
Foi introduzida no Rio Grande do Sul, a partir do Uruguai e da Argentina, cobrindo uma área de 26.000 ha na Argentina, seu baixo plantio no Brasil ocorre pela falta de conhecimento e exigências peculiares.

### Estados Unidos
Nos Estados Unidos, em 2012, os líderes de produção da alfafa foram a Califórnia, Idaho e Montana. A alfafa é predominantemente cultivada no norte e no oeste dos Estados Unidos;

### Portugal
Foi introduzida em Portugal por Guilherme Stephens.